# Бернадский, Эугениуш
Эугениуш Феликс Бернадский (пол. Eugeniusz Feliks Bernadzki; 15 ноября 1930 года, Бронковице, Польша — 15 января 2016 года, Варшава, Польша) — польский лесовод, профессор, действительный член Польской академии наук.

## Биография
В 1952 году окончил лесной факультет Главной сельскохозяйственной школы в Варшаве. Степень доктора получил в 1964 году в Швейцарской высшей технической школе в Цюрихе. Хабилитацию получил в Институте изучения леса в Варшаве. Преподавал в Главной сельскохозяйственной школе. В 1976—1979 годах заместитель директора Института организации лесного хозяйства, а в 1982—1996 годах глава кафедры ухода за лесом.
Член Польской академии наук. В 1983 году стал членом-корреспондентом, а с 1994 года действительный член. В 1972—1981 годах секретарь, а затем, до 1996 года, глава Комитета лесоводства ПАН. В 1984—1986 годах вице-президент V отдела академии (Сельскохозяйственные, лесные и ветеринарные науки).
Специализировался в проблемах ухода за лесом, знаток лесного хозяйства и лесопользования, в особенности пихтовых насаждений (в частности в Свентокшиских горах), вопросах ухода за горными лесными массивами (в частности в Альпах и Судетах) и проблемах их исчезновения. Является автором более 280 научных публикаций, подготовил 9 докторов наук.
Награждён кавалерским крестом ордена Polonia Restituta, медалью Комиссии национального образования, наградами министра науки.
Скончался 15 января 2016 года. Похоронен на кладбище Старые Повонзки.